# Christelle Dabos
Christelle Dabos (Côte d'Azur, Frankrijk, 1980) is een Franse schrijfster, die woont en werkt in het Belgische La Louvière.

## Biografie
Christelle Dabos groeide op in Nice, in een gezin waar iedereen, behalve zijzelf, muzikant was: haar vader is klarinettist – en tevens assistent-directeur van het conservatorium –, haar moeder harpiste, haar broer pianist en haar zus fluitiste. Zelf probeerde ze zonder succes verschillende opleidingen, vooraleer af te studeren als bibliothecaris. In 2005 trok ze naar België, maar slaagde er niet in om daar met haar diploma werk te vinden.
In de zomer van 2007 begon Dabos te schrijven en maakte een eerste versie van wat later haar debuut zou worden. Vlak daarna kreeg ze echter de diagnose kaakkanker. Tijdens de lange revalidatie (Dabos onderging verschillende zware operaties, waarbij een deel van haar kaak werd verwijderd en chirurgen een bottransplantatie uitvoerden) kon ze bijna niet meer praten en leidde ze noodgedwongen een teruggetrokken bestaan. Schrijven werd een uitlaatklep en in 2013 was haar eerste manuscript klaar om deel te nemen aan de wedstrijd die de prestigieuze Franse uitgever Gallimard Jeunesse organiseerde voor zijn 40ste verjaardag. Dabos won en Gallimard Jeunesse publiceerde haar debuut De ijzige verloofde, dat het eerste deel zou worden van de serie De spiegelpassante.

## Werk
Christelle Dabos is een van de populairste auteurs van jeugdliteratuur in Frankrijk, waar van de boeken uit De spiegelpassante-serie 1,3 miljoen exemplaren zijn verkocht. Deze serie van de ‘Belgische J.K. Rowling’ is ondertussen vertaald in 20 talen en ook internationaal een hype: Dabos oogstte er verschillende nominaties en literaire prijzen mee in Duitsland, Engeland en Polen. Dabos wordt vaak vergeleken met de Britse schrijfster van de Harry Potter-serie. Ze delen niet alleen dezelfde uitgever, ook de saga van Dabos lijkt bedoeld voor een jeugdig publiek, maar vindt veel bijval bij volwassenen.
Dabos liet zich voor De spiegelpassante-serie inspireren door de animatiefilms van Miyazaki (de tekening op de omslag van De ijzige verloofde doet denken aan Howl's Moving Castle), de Franse schrijver Marcel Aymé, de Britse fantasyauteur Philip Pullman en de televisieserie Twin Peaks. Ook haar nieuwe thuishaven België komt terug in haar werk (Dabos inspireerde zich op Wallonië om Anima, de woonplaats van haar heldin, en zijn bewoners te creëren), net als de Man met het ijzeren masker, een van haar vader’s favoriete legendes.
Het eerste deel van De spiegelpassante-serie, De ijzige verloofde, verscheen in april 2020 in het Nederlands. Het boek speelt zich af in een fabelachtig universum: na een cataclysme dat lang geleden heeft plaatsgevonden, is de wereld uiteengespat in zwevende arken, waar familiegeesten – een soort halfgoden die aan geheugenverlies lijden – regeren over verschillende familieclans.